# Tennessee Titans 2021
La stagione 2021 dei Tennessee Titans è stata 52ª della franchigia nella National Football League, la 62ª complessiva, la 25ª nello stato del Tennessee e la quarta con Mike Vrabel come capo-allenatore. Con una vittoria per 34–3 sui Miami Dolphins nella settimana 17, i Titans vinsero la AFC South. Fu la prima volta dal 1960–1962 che la franchigia vinse due titoli di division consecutivi. I Titans conclusero con un bilancio di 12–5, migliorando il loro record di 11–5 dell'anno precedente e guadagnando il primo posto nel tabellone della AFC per la prima volta dal 2008. Tuttavia, furono subito eliminati dai Cincinnati Bengals nel divisional round dei playoff per 19-16.

## Scelte nel Draft 2021
| Scelte dei Titans nel Draft 2021 |        |                 |       |                    |
| Giro                             | Scelta | Scelta          | Ruolo | College            |
| 1                                | 22     | Caleb Farley    | CB    | Virginia Tech      |
| 2                                | 53     | Dillon Radunz   | OT    | North Dakota State |
| 3                                | 92     | Monty Rice      | LB    | Georgia            |
| 3                                | 100    | Elijah Molden   | CB    | Washington         |
| 4                                | 109    | Dez Fitzpatrick | WR    | Louisville         |
| 4                                | 135    | Rashad Weaver   | DE    | Pittsburgh         |
| 6                                | 205    | Racey McMath    | WR    | LSU                |
| 6                                | 215    | Brady Breeze    | S     | Oregon             |

## Roster
| Roster dei Tennessee Titans nel 2021 |
| --- |
| Quarterback - 17 Ryan Tannehill - 5 Logan Woodside Running Back - 41 Khari Blasingame FB - 22 Derrick Henry - 28 Jeremy McNichols - 38 Mekhi Sargent Wide Receiver - 13 Cameron Batson - 11 A.J. Brown - 2 Julio Jones - 81 Racey McMath - 18 Josh Reynolds - 80 Chester Rogers - 15 Nick Westbrook-Ikhine Tight End - 86 Anthony Firkser - 89 Tommy Hudson - 87 Geoff Swaim Offensive Linemen - 62 Aaron Brewer C - 64 Nate Davis G - 60 Ben Jones C - 71 Kendall Lamm T - 77 Taylor Lewan T - 72 David Quessenberry G - 75 Dillon Radunz T - 76 Rodger Saffold G - 70 Ty Sambrailo T Defensive Linemen - 96 Denico Autry DE - 91 Larrell Murchison DE - 95 Anthony Rush NT - 98 Jeffery Simmons DE - 93 Teair Tart NT Linebacker - 92 Ola Adeniyi OLB - 55 Jayon Brown ILB - 48 Bud Dupree OLB - 49 Nick Dzubnar ILB - 54 Rashaan Evans ILB - 58 Harold Landry OLB - 51 David Long Jr. ILB - 56 Monty Rice ILB - 50 Derick Roberson OLB - 99 Rashad Weaver OLB Defensive Back - 39 Breon Borders CB - 31 Kevin Byard FS - 29 Dane Cruikshank FS - 3 Caleb Farley CB - 21 Matthias Farley S - 26 Kristian Fulton CB - 37 Amani Hooker FS - 35 Chris Jackson CB - 20 Janoris Jenkins CB - 24 Elijah Molden CB Special Team - 46 Morgan Cox LS - 4 Sam Ficken K - 6 Brett Kern P Lista delle riserve - 67 Cole Banwart G (COVID-19) - 53 B.J. Bello ILB (IR) - 33 Brady Breeze S (COVID-19) - 97 Trevon Coley DE (IR) - 32 Darrynton Evans RB (IR) - 88 Marcus Johnson WR (IR) - 66 Brandon Kemp OT (IR) - 7 Tucker McCann K (IR) - 52 Daniel Munyer C (IR) - 49 Briley Moore TE (IR) Squadra di allenamento - 14 Matt Barkley QB - 94 Amani Bledsoe DE - 36 Briean Boddy-Calhoun CB - 25 Jamal Carter S - 44 Tory Carter FB - 69 Christian DiLauro OT - 10 Dez Fitzpatrick WR - 78 Woodrow Hamilton NT - 47 Jan Johnson LB - 23 Chris Jones CB - 90 Naquan Jones DE - 12 Mason Kinsey WR - 61 Corey Levin C - 30 Bradley McDougald FS - 85 MyCole Pruitt TE - 57 Jordan Roos G 53 attivi, 10 inattivi, 16 nella squadra di allenamento |
| Legenda - I rookie sono in corsivo. - Il primo ruolo è il principale mentre gli eventuali successivi indicano i ruoli secondari. - (IR) sta per Injured Reserve ed indica la lista ristretta per un solo giocatore infortunato che può tornare ad allenarsi dopo la settimana 6 e a rientrare in prima squadra dopo che questa ha giocato 8 partite. - (NF-Inj.) / (NF-Ill.) stanno rispettivamente per Non-Football Injured e Non-Football Illness ed indicano le liste dove viene inserito un giocatore che ha un infortunio o una malattia non dipendente dal football americano. - (PUP) sta per Physically Unable to Perform ed indica la lista dove viene inserito un giocatore mentre è in attesa di recuperare la condizione fisica. Nella stagione regolare dopo la sesta partita giocata dalla propria squadra, il giocatore ha tempo tre settimane per riprendere ad allenarsi, più tre settimane aggiuntive dal suo rientro agli allenamenti per rientrare in prima squadra. |

## Calendario
| Stagione regolare |                    |                         |                    |                    |                    |                    |
| Turno             | Data               | Avversario              | Risultato          | Record             | Stadio             | Sintesi            |
| 1                 | 12 settembre       | Arizona Cardinals       | S 13–38            | 0–1                | Nissan Stadium     | Recap              |
| 2                 | 19 settembre       | at Seattle Seahawks     | V 33–30 (dts)      | 1–1                | Lumen Field        | Recap              |
| 3                 | 26 settembre       | Indianapolis Colts      | V 25–16            | 2–1                | Nissan Stadium     | Recap              |
| 4                 | 3 ottobre          | at New York Jets        | S 24–27 (dts)      | 2–2                | MetLife Stadium    | Recap              |
| 5                 | 10 ottobre         | at Jacksonville Jaguars | V 37–19            | 3–2                | TIAA Bank Field    | Recap              |
| 6                 | 18 ottobre         | Buffalo Bills           | V 34–31            | 4–2                | Nissan Stadium     | Recap              |
| 7                 | 24 ottobre         | Kansas City Chiefs      | V 27–3             | 5–2                | Nissan Stadium     | Recap              |
| 8                 | 31 ottobre         | at Indianapolis Colts   | V 34–31 (dts)      | 6–2                | Lucas Oil Stadium  | Recap              |
| 9                 | 7 novembre         | at Los Angeles Rams     | V 28–16            | 7–2                | SoFi Stadium       | Recap              |
| 10                | 14 novembre        | New Orleans Saints      | V 23–21            | 8–2                | Nissan Stadium     | Recap              |
| 11                | 21 novembre        | Houston Texans          | S 13–22            | 8–3                | Nissan Stadium     | Recap              |
| 12                | 28 novembre        | at New England Patriots | S 13–36            | 8–4                | Gillette Stadium   | Recap              |
| 13                | Settimana di pausa | Settimana di pausa      | Settimana di pausa | Settimana di pausa | Settimana di pausa | Settimana di pausa |
| 14                | 12 dicembre        | Jacksonville Jaguars    | V 20–0             | 9–4                | Nissan Stadium     | Recap              |
| 15                | 19 dicembre        | at Pittsburgh Steelers  | S 13–19            | 9–5                | Heinz Field        | Recap              |
| 16                | 23 dicembre        | San Francisco 49ers     | V 20–17            | 10–5               | Nissan Stadium     | Recap              |
| 17                | 2 gennaio          | Miami Dolphins          | V 34–3             | 11–5               | Nissan Stadium     | Recap              |
| 18                | 9 gennaio          | at Houston Texans       | V 28–25            | 12–5               | NRG Stadium        | Recap              |

Note: gli avversari della propria division sono in grassetto.

### Playoff
| Stagione regolare |                    |                        |                    |                    |                    |                    |
| Turno             | Data               | Avversario (seed)      | Risultato          | Record             | Stadio             | Sintesi            |
| Wild Card         | Settimana di pausa | Settimana di pausa     | Settimana di pausa | Settimana di pausa | Settimana di pausa | Settimana di pausa |
| Divisional        | 22 gennaio         | Cincinnati Bengals (4) | S 16–19            | 0–1                | Nissan Stadium     | Recap              |

## Premi
- Mike Vrabel

allenatore dell'anno

### Premi settimanali e mensili
- ̈Derrick Henry

giocatore offensivo della AFC della settimana 2
running back della settimana 2
running back della settimana 3
running back della settimana 5
giocatore offensivo della AFC della settimana 6
- Randy Bullock

giocatore degli special team della AFC della settimana 8
- Kevin Byard

difensore della AFC del mese di ottobre
- Ryan Tannehill

giocatore offensivo della AFC della settimana 18